# Greenwich Village

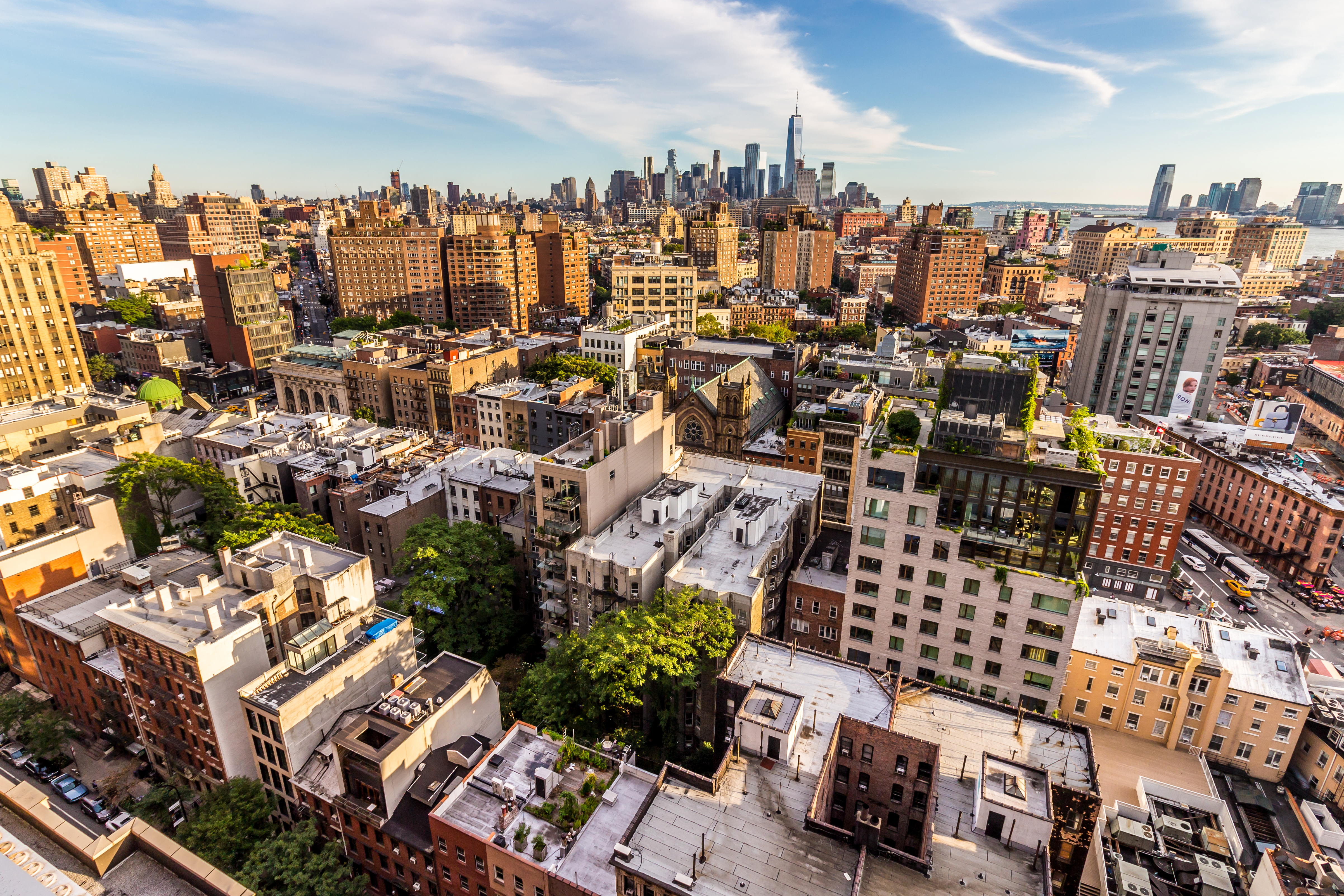
Blick über Greenwich Village 2017

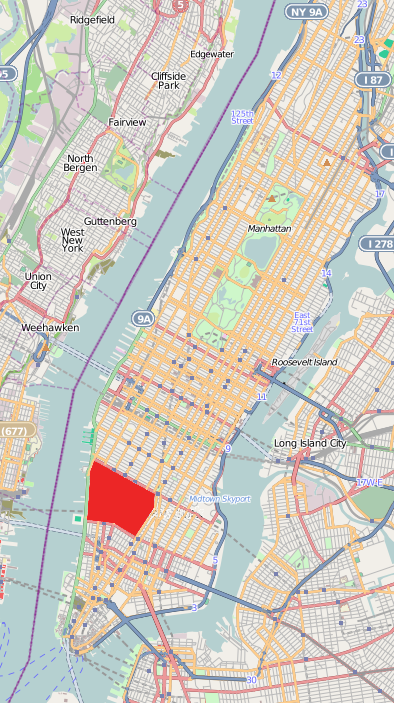
Lage von Greenwich Village innerhalb Manhattans

Greenwich Village ([ɡrɛnɪtʃ] oder [ɡrɛnɪdʒ]) ist ein Stadtteil an der West Side von Manhattan in New York City. Greenwich Village, zu dem auch die Viertel West Village und Meatpacking District gehören und das oft auch nur einfach „The Village“ genannt wird, ist ein Künstler- und Szeneviertel mit vielen Cafés, Bars, Restaurants und experimentellen Theatern. Es ist ein beliebtes Wohnviertel und bildet zusammen mit Chelsea auch einen Schwerpunkt als Lesben- und Schwulenviertel.
Greenwich Village hatte 2020 laut United States Census inklusive West Village eine Einwohnerzahl von 64.643 auf einer Fläche von knapp 2,1 km² (siehe Anmerkung). Einzeln belaufen sich die Zahlen bei Greenwich Village mit 29.632 Einwohnern auf etwa 0,75 km² und bei West Village inklusive Meatpacking District mit 35.011 Einwohnern auf rund 1,34 km². Der Stadtteil ist Teil des Manhattan Community District 2, hat die Postleitzahlen 10003, 10011, 10012 und 10014 und gehört zum 6. Bezirk des New Yorker Polizeidepartements.

## Lage
Greenwich Village liegt im Südwesten von Manhattan zwischen der 14th Street im Norden, der Houston Street im Süden, dem Hudson River im Westen und dem Broadway im Osten. Das Viertel West Village erstreckt sich vom Hudson bis zur 6th Avenue, manchmal wird auch die 7th Avenue als Grenze definiert. Die Nordwestliche Ecke nimmt das Meatpacking District ein. Im östlichen Teil befindet sich der bekannte Washington Square Park. Hier beginnt die nach Norden führende Fifth Avenue (5th Av). Benachbarte Stadtteile sind Hudson Square und SoHo im Süden, NoHo und East Village in Osten sowie Chelsea und Union Square im Norden.

## Sehenswürdigkeiten
Zu den berühmten Theatern des Stadtteils gehören beispielsweise das Lucille-Lortel-Theater, das vor allem durch die Dreigroschenoper bekannt wurde, sowie das Cherry-Lane-Theater, das 1924 in einer ehemaligen Brauerei gegründet wurde und eines der ersten Off-Broadway-Theater New Yorks war. Ein bekanntes Künstlerlokal ist die White Horse Tavern.
Bekannte Gebäude im Village sind unter anderem das 1830 erbaute Twin-Peaks-Gebäude, das 1926 von Architekt Clifford Daily umgebaut wurde, die sechs 1853/54 erbauten Häuser Grove Court, die 1850 im italienischen Stil erbauten Häuser am St. Luke’s Place sowie das 1873 erbaute schmalste Haus der Stadt in der Bedford Street Nr. 75½. Das 1877 errichtete Jefferson Market Courthouse wurde bei einer Architektenbefragung um 1880 unter die zehn schönsten Gebäude der USA gewählt. Am Patchin Place steht ein 1848 erbautes Haus, in dem berühmte Schriftsteller wie E. E. Cummings wohnten.
Bekannte Straßen im Viertel sind beispielsweise die Gay Street, eine Künstlerstraße und Schauplatz von Ruth McKenneys Roman My Sister Eileen und des Films Carlito’s Way, und die Christopher Street mit Läden und Bars für lesbisch-schwules Publikum sowie einem Denkmal, das an den Stonewall-Aufstand gegen Polizeirazzien im Jahr 1969 erinnert.
Für Jazzfans von besonderem Interesse ist das Village Vanguard, der älteste noch existierende Jazz-Club der Stadt. Er wurde durch zahlreiche Live-Aufnahmen (u. a. John Coltrane und Bill Evans) über die Grenzen der USA hinaus bekannt. Auch der Blue-Note-Jazzclub ist hier zu finden. Das von 1977 bis 2018 bestehende Cornelia Street Cafe war ein beliebter Veranstaltungsort für Kunst, Literatur und Avantgarde-Jazz. 
Der Campus der New York University liegt in Greenwich Village und grenzt an die Südspitze des Washington Square Parks. An der Waterfront des Hudson Rivers befindet sich der Hudson River Park mit Fuß- und Radwegen sowie Grünanlagen, diversen Ballsportplätzen, einem Skatepark und Veranstaltungsflächen für Konzerte. Viele der Piers sind heute öffentlich zugänglich.
An der Gansevoort Street im Meatpacking District beginnt die 2,33 Kilometer lange lineare Parkanlage High Line. Sie führt auf einer ehemaligen Güterbahn-Hochbahnstrecke nach Norden bis zu den Hudson Yards. Auf Höhe der 14th Street liegt im Hudson River der 2021 eröffnete künstliche Inselpark Little Island at Pier 55.

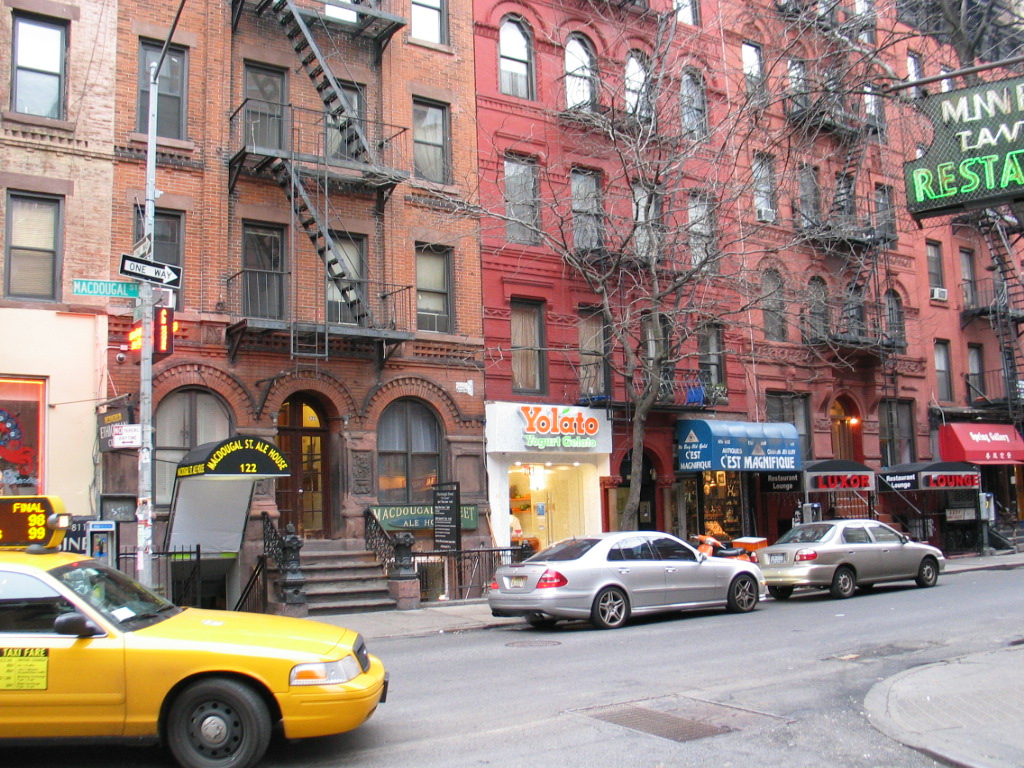
Macdougal Street / Minetta Lane
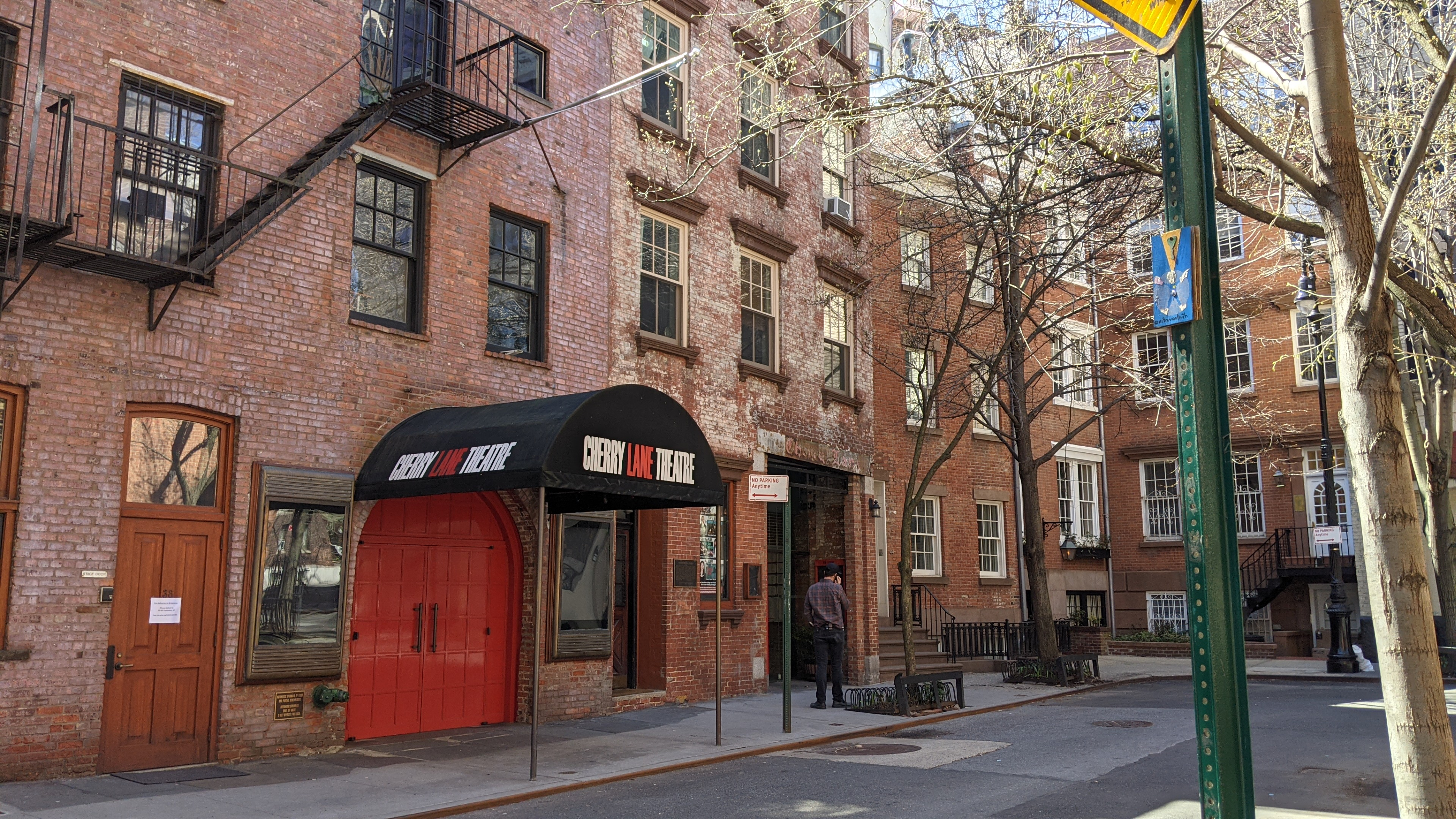
Cherry Lane Theatre
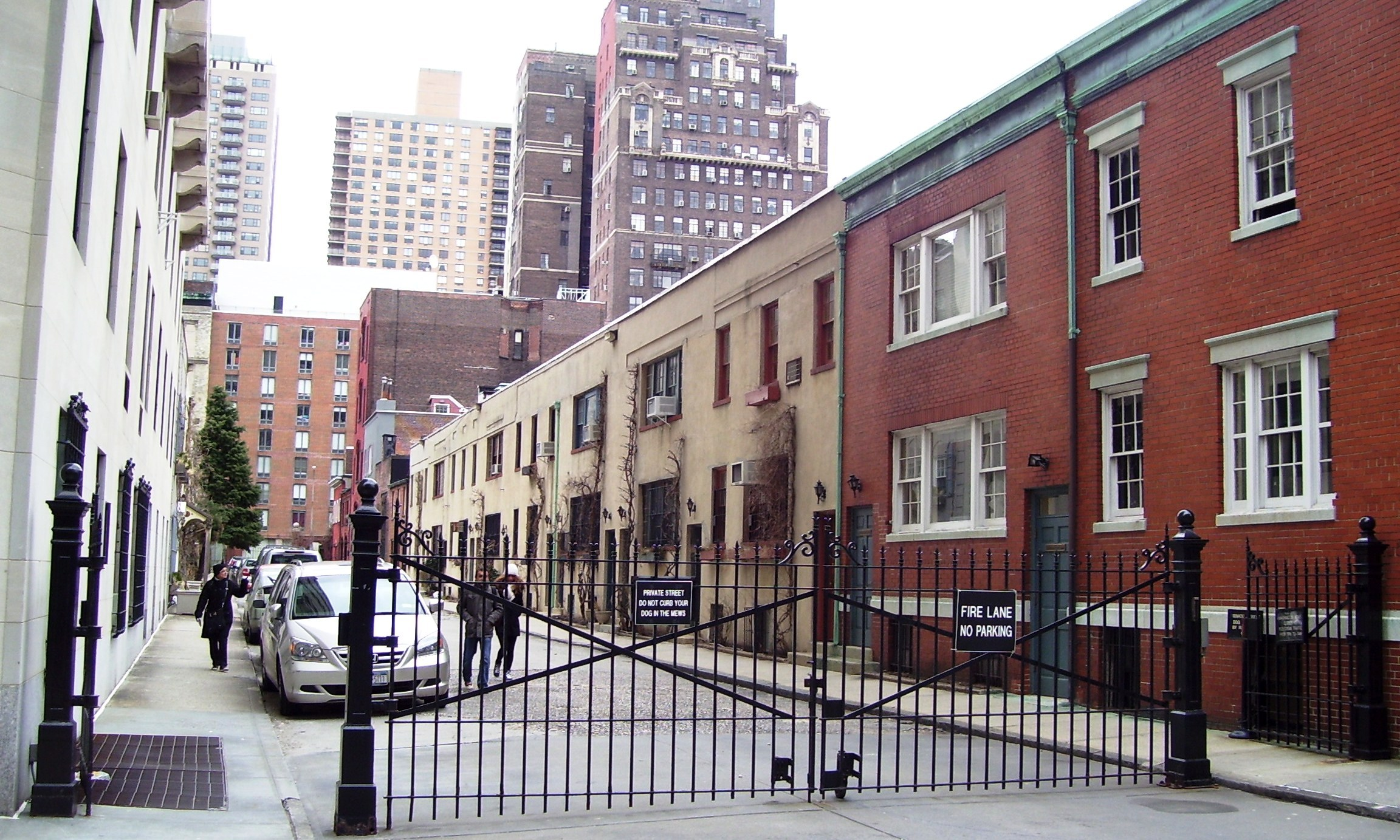
Washington Mews
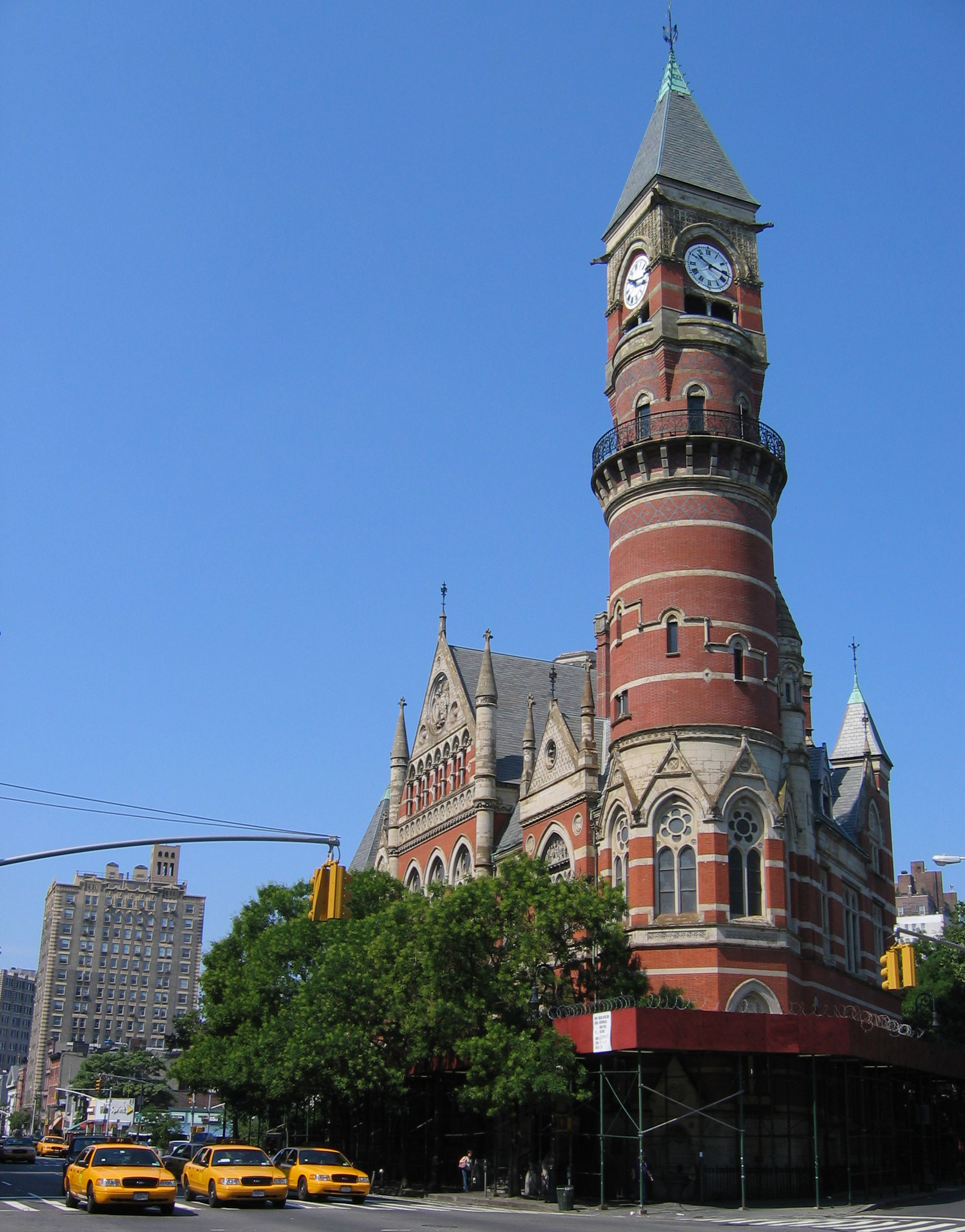
Jefferson Market Courthouse
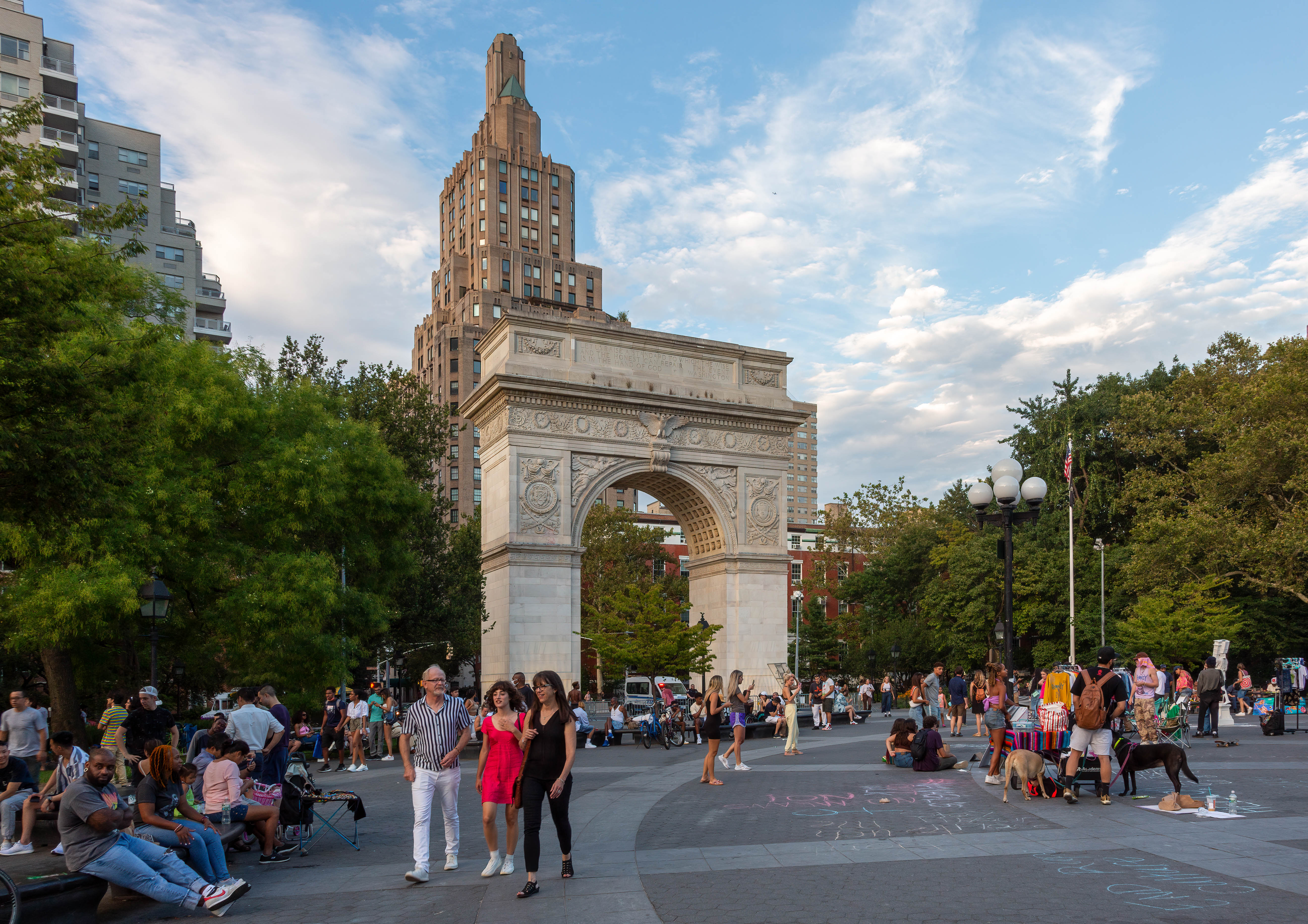
Washington Square Park
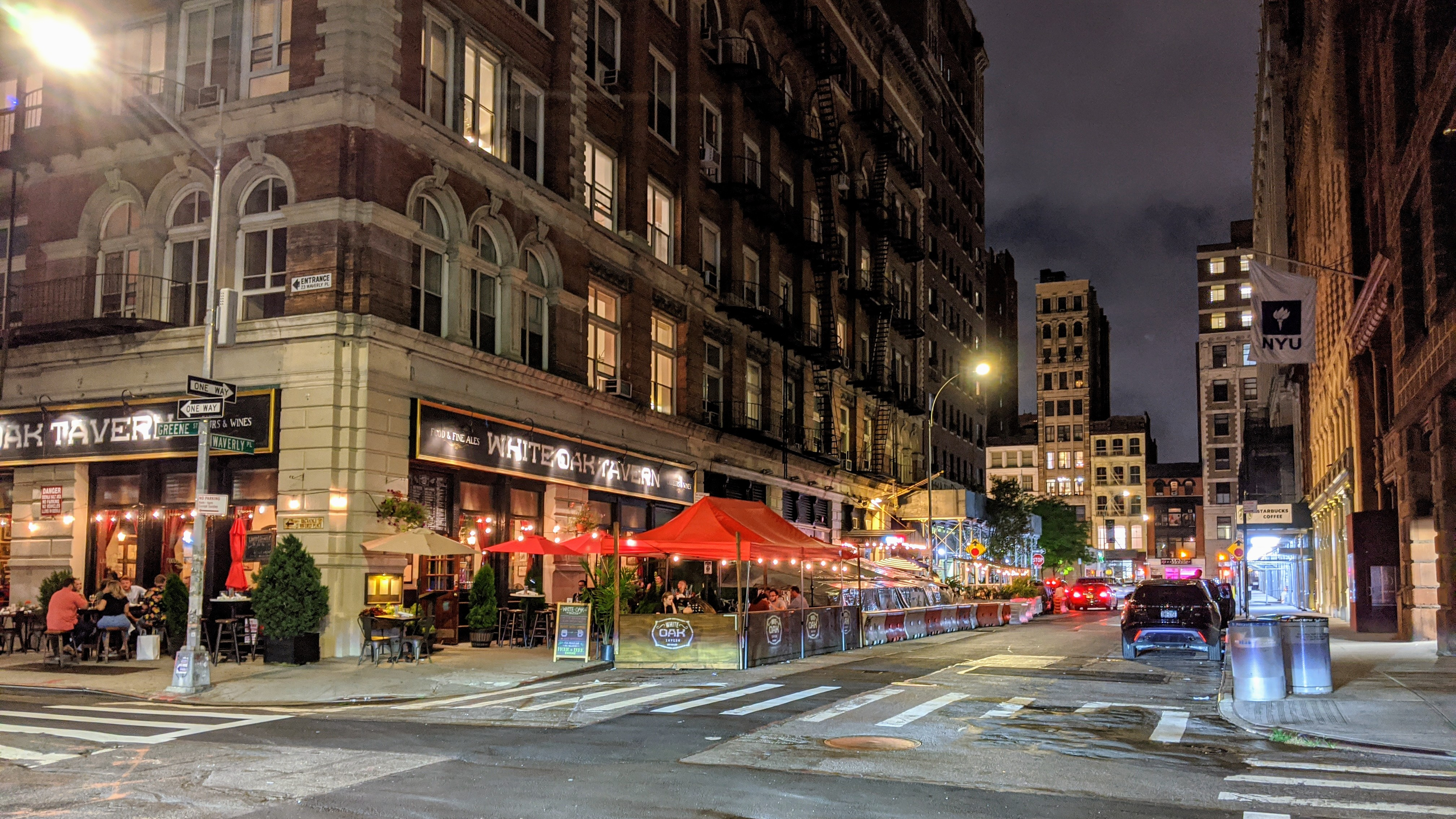
Waverly Place, typische Straßenrestaurants
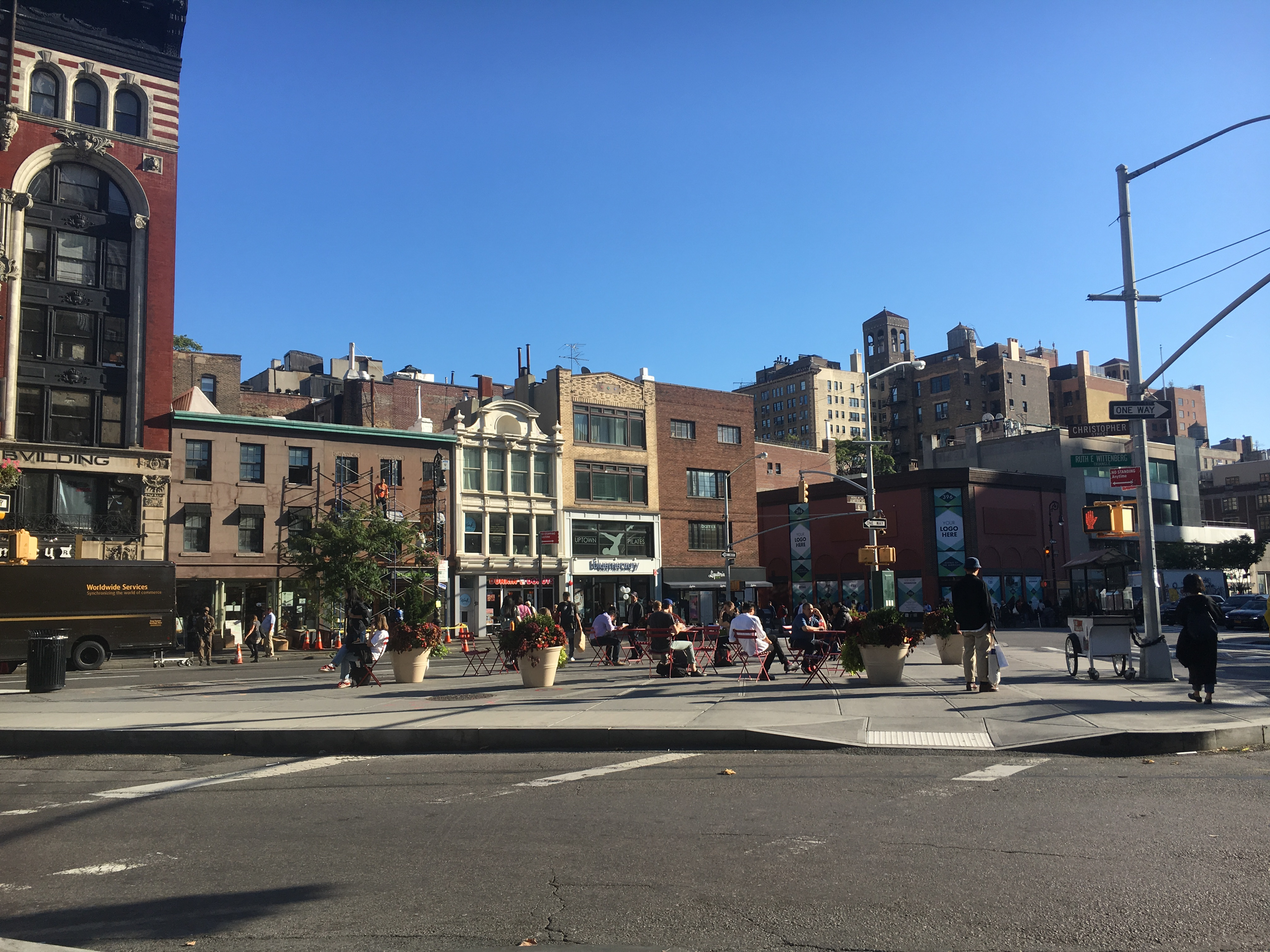
Ruth Wittenberg Triangle
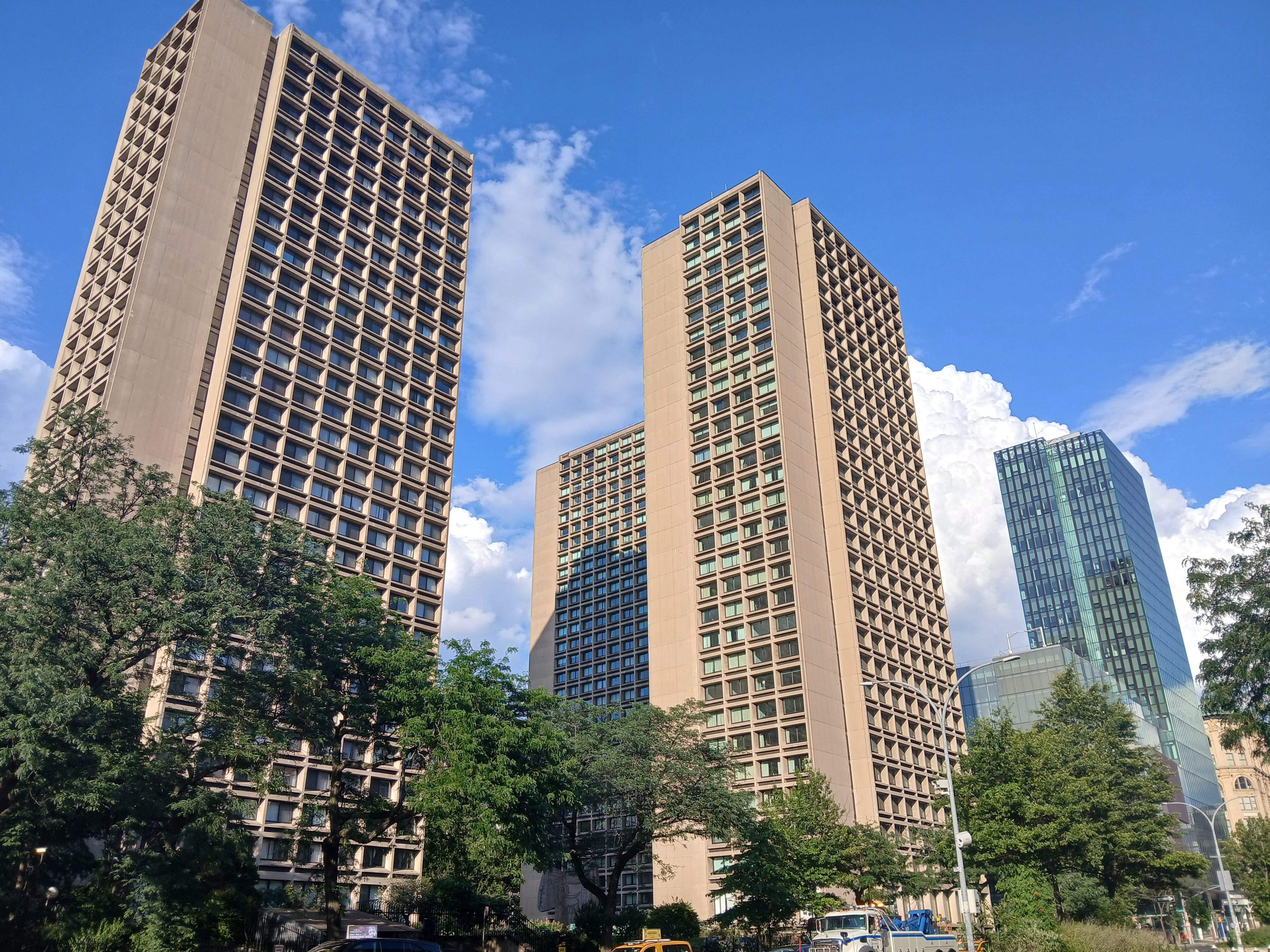
University Village

## Berühmte Bewohner
Greenwich Village ist auch bei Prominenten als Wohnviertel beliebt, so wohnten bzw. wohnen hier zum Beispiel die Musiker Buddy Holly, Bob Dylan und Steve Earle, die Schriftsteller Joe Gould, Eugene O’Neill, John Reed und Jessica Hagedorn, die Schauspieler Julianne Moore, Liv Tyler, Amy Adams, Uma Thurman, Philip Seymour Hoffman und Dustin Hoffman, der Comedian Jon Stewart, sowie Barbara Bush, die Tochter des 43. US-Präsidenten George W. Bush.
Der Folkmusiker Pete Seeger, der Schauspieler Robert De Niro und der Leichtathlet John Gibson wurden in Greenwich Village geboren.
Die deutsch-jüdische Dichterin Mascha Kaléko lebte von 1942 bis 1957 in der Minetta Street in Greenwich Village. An sie erinnert an ihrem früheren Wohnort eine Gedenktafel.

## Anmerkung
Im Jahr 2020 hatte das United States Census Bureau die statistischen Zählbezirke (Areas und Tracts) neu konfiguriert. Somit sind die vor 2020 erzielten Daten meist nicht mehr mit den ab 2020 erhobenen Daten vergleichbar, des Weiteren sind die Zählbezirke Neighborhood Tabulations Area (NTA) und Census Tracts meist nicht deckungsgleich mit den genannten Stadtteilgrenzen. Da dies auch bei Greenwich Village zutrifft, werden die Census Blocks als kleinste Einheit zur Berechnung verwendet.